# Le Taillan-Médoc
Le Taillan-Médoc is een gemeente in het Franse departement Gironde (regio Nouvelle-Aquitaine). De plaats maakt deel uit van het samenwerkingsverband Bordeaux Métropole en het arrondissement Bordeaux. Le Taillan-Médoc telde op 1 januari 2022 10.966 inwoners.

## Geografie
De oppervlakte van Le Taillan-Médoc bedroeg op 1 januari 2022 15,16 vierkante kilometer; de bevolkingsdichtheid was toen 723,4 inwoners per km².

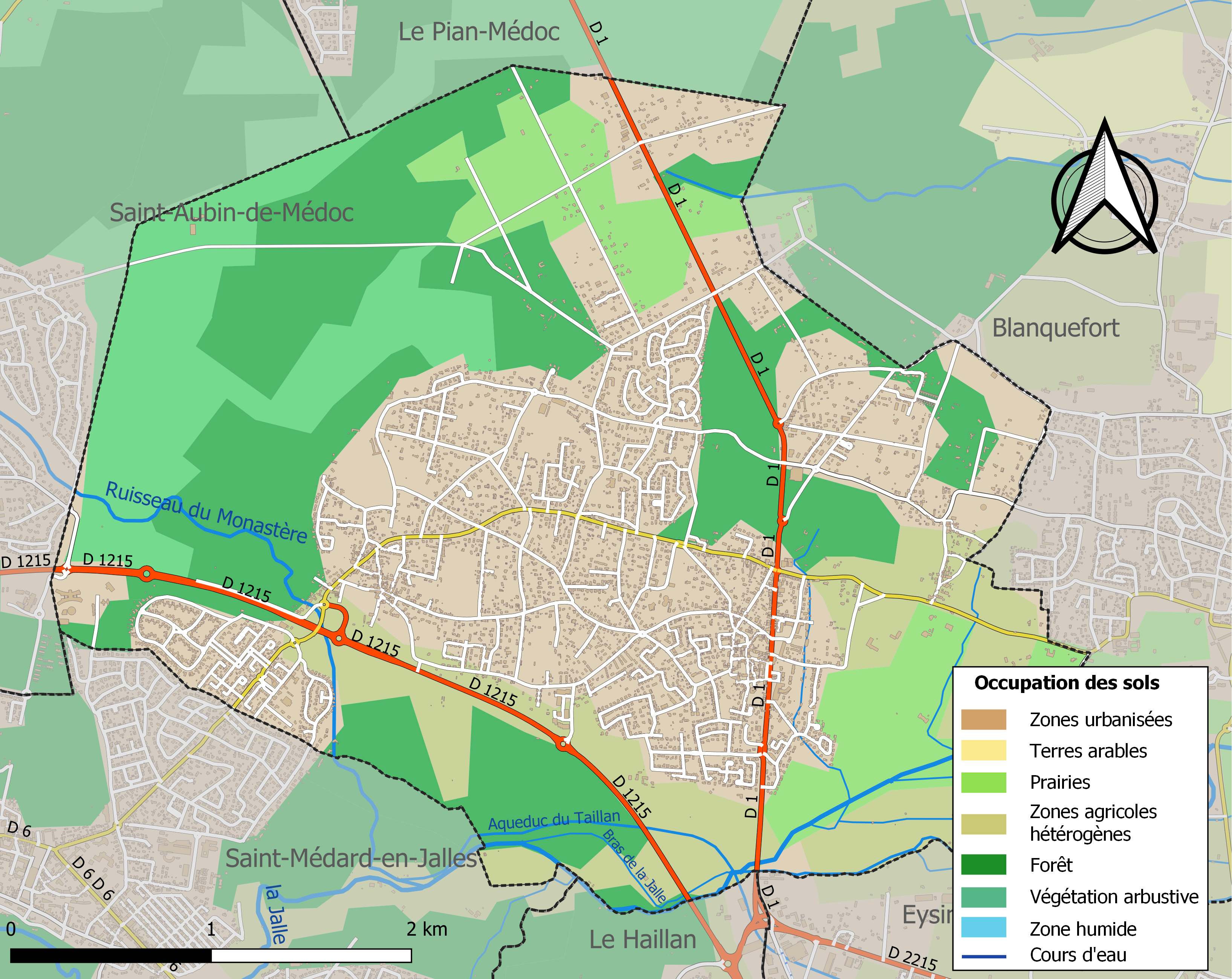
Kaart van de gemeente met belangrijkste infrastructuur, bodemgebruik en omliggende gemeenten

## Demografie
Onderstaande figuur toont het verloop van het inwonertal (bron: INSEE-tellingen).